# 李俊洙
李俊洙（1936年5月10日—），朝鲜族，眼科学家，黑龙江省眼病防治研究所所长、主任医师，中国眼遗传学会理事，眼科屈光学会副主任委员，黑龙江省眼科专业委员会副主任委员，黑龙江省防盲指导组副组长，黑龙江省政协民族工作委员会委员。:376:169:524-528
30多年来，李俊洙每年都用3-4个月的时间去农村给农民治眼病，治疗了近10万患者，为9000多人做了手术，被誉为“带来光明的人”。1980年7月，他的事迹曾被《光明日报》以《为了孩子的眼睛》为题报道。:524-525

## 生平
1936年5月10日，李俊洙出生于今黑龙江省密山市。1960年他从哈尔滨医科大学医疗系毕业后，进入到黑龙江省眼病防治研究所工作，后成为研究所主任医师、所长。1975至1977年，他参加了中国赴毛里塔尼亚的援外医疗队，并用针灸麻醉法开展了白内障手术，受到毛里塔尼亚《人民报》和国家电台的赞扬。1980年，他组建了眼肌病研究室，对斜视手术、弱视防治、眼球震颤治疗等做了大量的研究。1981年，他的“斜视弱视学”论文获黑龙江省卫生科技二等奖。同年，他与孟祥成合作出版了中国国内首部《斜视弱视学》专著。1985年，他出版的《青少年视力保护》获东北三省优秀图书奖。李俊洙是国内首先开展先天性眼球震颤眼病研究的科学家。1988年，他的“先天性眼球震颤治疗”项目获黑龙江省卫生科技进步三等奖。1989年，他的有关先天性眼球震动遗传方式的论文获全国眼遗传学会优秀奖。:376:169:527-528

## 荣誉
- 1982年，全国卫生战线先进工作者[1]:376
- 1982年，全国少数民族地区先进科技工作者[1]:376
- 1990年，黑龙江省中青年优秀专家[1]:376
- 1991年，全国五一劳动奖章[1]:376
- 1993年，全国卫生系统“有突出贡献的中青年专家”称号[3]:528

## 著作
- 孟祥成，李俊洙：《斜视弱视学》 黑龙江人民出版社 1981年，CN : 14093.64
- 리준수：《청소년시기시력보호》 민족출판사 1986， CN : M14049(6)21
- 李俊洙: 《实用小儿眼科学》北京医科大学、中国协和医科大学联合出版社1996, ISBN 7-81034-595-8